# アルバロ・ジャロ
アルバロ・ジャロ・ディアス＝フェルナンデス（Álvaro Djaló Dias-Fernandes, 1999年8月16日 - ）は、スペインのマドリード州マドリード出身のプロサッカー選手。プリメイラ・リーガのSCブラガ所属。ポジションはフォワード。バスク代表。

## 経歴
2020年にプリメイラ・リーガのSCブラガのリザーブチームでプロデビュー。2022年8月7日にトップチームで初出場した。
2024年3月4日、ラ・リーガのアスレティック・ビルバオへの完全移籍が発表された。チームへの合流は同年夏からで、移籍金は1,500万ユーロ。

## 代表歴
2024年にバスク代表に初選出された。

## 家族
同じくサッカー選手のマルコム・アドゥ・アレスは従弟にあたる。